# XXXXII Corpo de Exército (Alemanha)
O XXXXII Corpo de Exército (em alemão:  XXXXII Armeekorps) foi um Corpo de Exército da Alemanha que atuou durante a Segunda Guerra Mundial. Foi criado no dia 29 de janeiro de 1940 em WK XIII. Nos meses de junho e agosto de 1942 ficou também conhecido como Gruppe Mattenkloth. O Corpo foi destruído no mês de março de 1944.
Foi reformado o dia 15 de março de 1944 como sendo XXXXII. Armeekorps z.b.V. No dia 19 de julho de 1944 foi novamente chamado de XXXXII. Armeekorps. O XXXXII Armeekorps foi destruído em Weichsel, Polônia, no dia 23 de janeiro de 1945.

## Comandantes
| Comandante                               | Data                                            |
| ---------------------------------------- | ----------------------------------------------- |
| General der Pionere Walter Kuntze        | 15 de fevereiro de 1940 - 10 de outubro de 1941 |
| Generalleutnant Hans Graf von Sponeck    | 10 de outubro de 1941 - 29 de outubro de 1941   |
| General der Infanterie Bruno Bieler      | 29 de outubro de 1941 - 31 de dezembro de 1941  |
| General der Infanterie Franz Mattenklott | 1 de janeiro de 1942 - 22 de junho de 1943      |
| General der Infanterie Anton Dostler     | 22 de junho de 1943 - 5 de janeiro de 1944      |
| General der Infanterie Franz Mattenklott | 5 de janeiro de 1944 - 14 de junho de 1944      |
| General der Infanterie Hermann Recknagel | 14 de junho de 1944 - 23 de janeiro de 1945     |

## Área de Operações
| Polônia                        | setembro de 1939 - maio de 1940 |
| França                         | maio de 1940 - junho de 1941    |
| Frente Oriental, Setor Central | junho de 1941 - abril de 1944   |
| Polônia                        | abril de 1944 - janeiro de 1945 |

## Serviço de Guerra
| Data           | Exército              | Grupo de Exércitos | Lugar             |
| -------------- | --------------------- | ------------------ | ----------------- |
| 31. Mai 40     | 9º Exército           | A                  | Chemin des Dames  |
| Jul 40         | 16º Exército          | A                  | Kanalküste        |
| Jan 41         | 16º Exército          | A                  | Kanalküste        |
| Mai 41         | 15º Exército          | D                  | Kanalküste        |
| Jul 41         | z. Vfg. OKH           | Mitte              |                   |
| Ago 41         | 18º Exército          | Nord               | Leningrad         |
| Nov 41         | 11º Exército          | Süd                | Krim              |
| Jan 42         | 11º Exército          | A                  | Krim              |
| Ago 42         | 11º Exército          | A                  | Krim              |
| Set 42         |                       | A                  | Krim              |
| Jan 43         |                       | A                  | Krim              |
| Mai 43         | Armee-Abteilung Kempf | Süd                | Charkow           |
| Set 43         | 8º Exército           | Süd                | Charkow           |
| Out 43         | 4º Exército Panzer    | Süd                | Dnjepr, Dnjestr   |
| Jan 44         | 4º Exército Panzer    | Süd                | Winniza           |
| Fev 44         | 8º Exército           | Süd                | Tscherkassy       |
| Restabelecendo |                       |                    |                   |
| Abr 44         | 4º Exército Panzer    | Nordukraine        | Kowel             |
| Out 44         | 4º Exército Panzer    | A                  | Weichsel, Baranow |
| Jan 45         | 4º Exército Panzer    | A                  | Weichsel          |
| Fev 45         | z. Vfg.               | Mitte              |                   |

## Ordem de Batalha

### 8 de junho de 1940
- 292ª Divisão de Infantaria
- 50ª Divisão de Infantaria
- 291ª Divisão de Infantaria

### 3 de setembro de 1941
- 61ª Divisão de Infantaria
- 217ª Divisão de Infantaria
- Gruppe Friedrich

### 2 de janeiro de 1942
- rumänisches Gebirgs-Korps
- 170ª Divisão de Infantaria
- 46ª Divisão de Infantaria
- 1/3 der 72ª Divisão de Infantaria
- 1/3 der 73ª Divisão de Infantaria

### 24 de junho de 1942
- Gruppe Ritter
- 8. rumänische Kavallerie-Division
- 10. rumänische Division
- 19. rumänische Division
- Teile 22ª Divisão Panzer
- 2/3 der 132ª Divisão de Infantaria

### 22 de dezembro de 1942
- 5. Luftwaffen-Feld-Division
- 153. Reserve-Division
- rumänisches Gebirgs-Korps

### 7 de julho de 1943
- rumänisches Gebirgs-Korps
- 153. Feld-Ausbildungs-Division
- Teile 13ª Divisão Panzer
- 355ª Divisão de Infantaria
- 381. Feld-Ausbildungs-Division

### 16 de setembro de 1944
- 1. Ski-Division
- 17ª Divisão Panzer
- 88ª Divisão de Infantaria
- 72ª Divisão de Infantaria
- 291ª Divisão de Infantaria